# Wyszków Śląski
Wyszków Śląski – wieś w Polsce położona w województwie opolskim, w powiecie nyskim, w gminie Nysa.
W latach 1975–1998 miejscowość administracyjnie należała do ówczesnego województwa opolskiego. W miejscowości znajduje się zabytkowy kościół pod wezwaniem św. Jerzego.